# Adonis de printemps
Espèce
Classification phylogénétique
Statut CITES
L'Adonis de printemps (Adonis vernalis) est une espèce de plantes à fleurs de la famille des Ranunculaceae.

## Description
Adonis vernalis est une plante herbacée vivace.
Elle a une souche épaisse et noirâtre. Sa tige, de 10 à 30 cm, est glabre ou presque. Les feuilles sont découpées en lanières fines et linéaires ; les inférieures sont réduites à des écailles.
Les fleurs, jaunes, apparaissent vers les mois de mars/avril en plaine et mai/juin en montagne. Larges de 4 à 7 cm, elles comptent entre 10 et 15 pétales. La face intérieure des pétales est très brillante et reflète la lumière, comme pour les boutons d'or qui lui sont très apparentés, mais avec des fleurs beaucoup plus grandes l'adonis est visible de loin. Les sépales sont velus. Les carpelles sont arrondis, pubescents, avec un bec court et recourbé. Leur pollinisation est entomogame. Les fruits sont des akènes.

## Répartition et habitat
L'adonis de printemps est une plante des prairies et pelouses sèches pâturées aux sols basiques. En Europe centrale et occidentale, il pousse surtout sur les pelouses calcaires et les pentes rocailleuses. En Europe de l'Est en revanche, il est caractéristique des sols de tchernoziom de la steppe, mais il prospère tout autant sur les steppes calcaires.
Son aire de répartition en Eurasie est très vaste. Ses origines se trouvent surtout dans la Steppe eurasienne depuis la plaine de Pannonie jusqu'au sud de la Sibérie et le nord du Kazakhstan, en passant par la steppe pontique, où il peut être très abondant en imprimant fortement sa marque sur le paysage au printemps. Dans la steppe on peut le confondre avec Adonis volgensis, une espèce proche qui partage souvent son habitat.
À la suite des défrichements du Néolithique et l'utilisation de vastes terres comme prairies pastorales pour les troupeaux de moutons, Adonis vernalis a pu se répandre dans de nombreuses régions d'Europe centrale et occidentale, où il était auparavant absent, en trouvant de nouveaux biotopes favorables créés par l'homme et ses troupeaux, notamment les pelouses calcaires, comme c'est le cas pour beaucoup d'autres plantes d'origine soit méditerranéenne ou soit des steppes d'Europe de l'Est. Ensuite avec l'abandon progressif du pastoralisme en plaine, ayant conduit au reboisement ou à la mise en culture de nombreuses terres calcaires, l'adonis a disparu de beaucoup d'endroits, et ne subsiste plus dans certaines régions qu'à l'état de relique. En Europe de l'Ouest la subsistance de cette plante dépend essentiellement de la manière dont l'homme utilise le territoire, à l'instar des plantes messicoles.
En France, il est presque exclusivement présent dans la région des Grands Causses et très ponctuellement ailleurs dans de très rares stations, en particulier en Alsace dans la Forêt du Hardtwald au Sud-Ouest d'Heiteren. 
En Suisse, c'est  une plante typique de la pelouse mi-sèche continentale Cirsio-Brachypodion. On la trouve en Valais entre les villages de Charrat et Tourtemagne.

## Toxicité
Cette plante est très toxique. L'Adonis vernalis contient une forte proportion d'hétérosides dans sa souche. Les feuilles sont utilisées en médecine comme substitut de la digitale.
Elle contient un alcaloïde, l'adonidine, dont la dose létale est de 0,6 g pour un homme[réf. nécessaire]. Elle a été utilisée pour ses hétérosides cardiotoniques. Il sert de remède homéopathique, y compris à des fins vétérinaires.

## Protection
Adonis vernalis est une espèce protégée, inscrite en annexe II de la Convention sur le commerce international des espèces de faune et de flore sauvages menacées d'extinction (CITES selon l'acronyme anglo-saxon) depuis 2000. En effet, il fait l'objet de commerce international en raison de son usage médicinal, au risque d'entraîner sa surexploitation et le recul de l'espèce.
En France, Adonis vernalis est inscrite sur la liste des espèces végétales protégées sur l'ensemble du territoire français métropolitain, en annexe II 

## Galerie

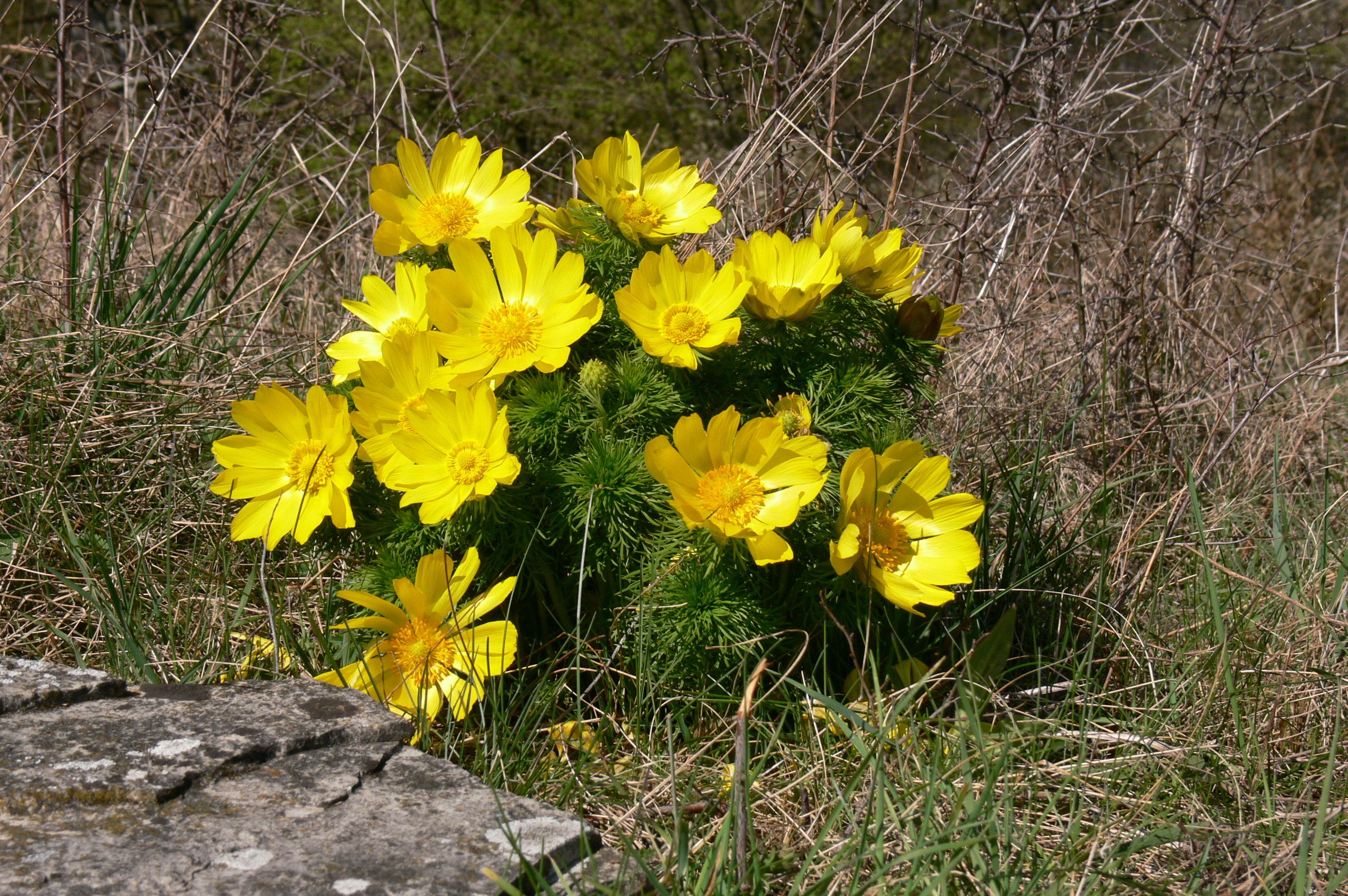
Allure générale d'une plante.
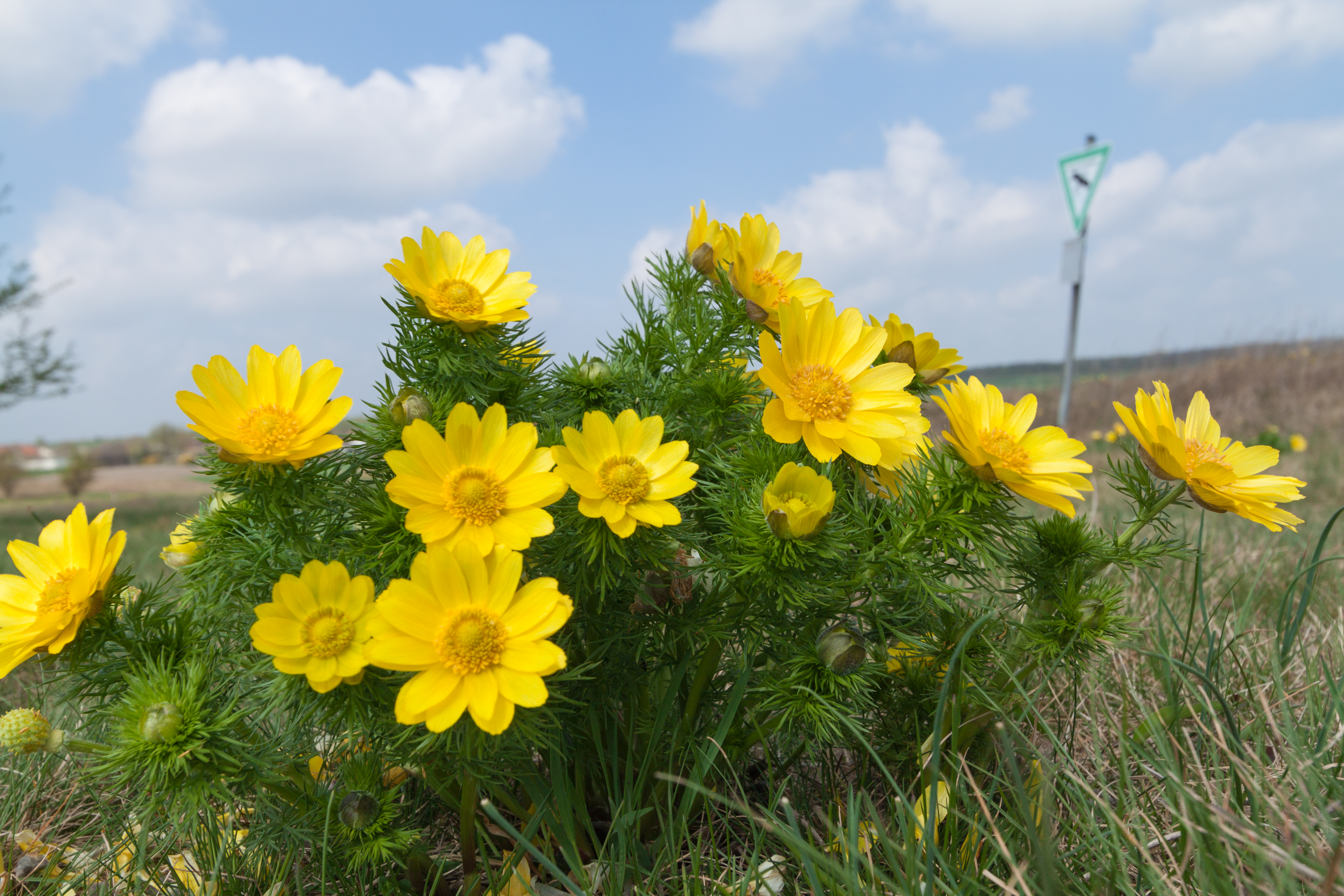
Une autre plante en Bavière.
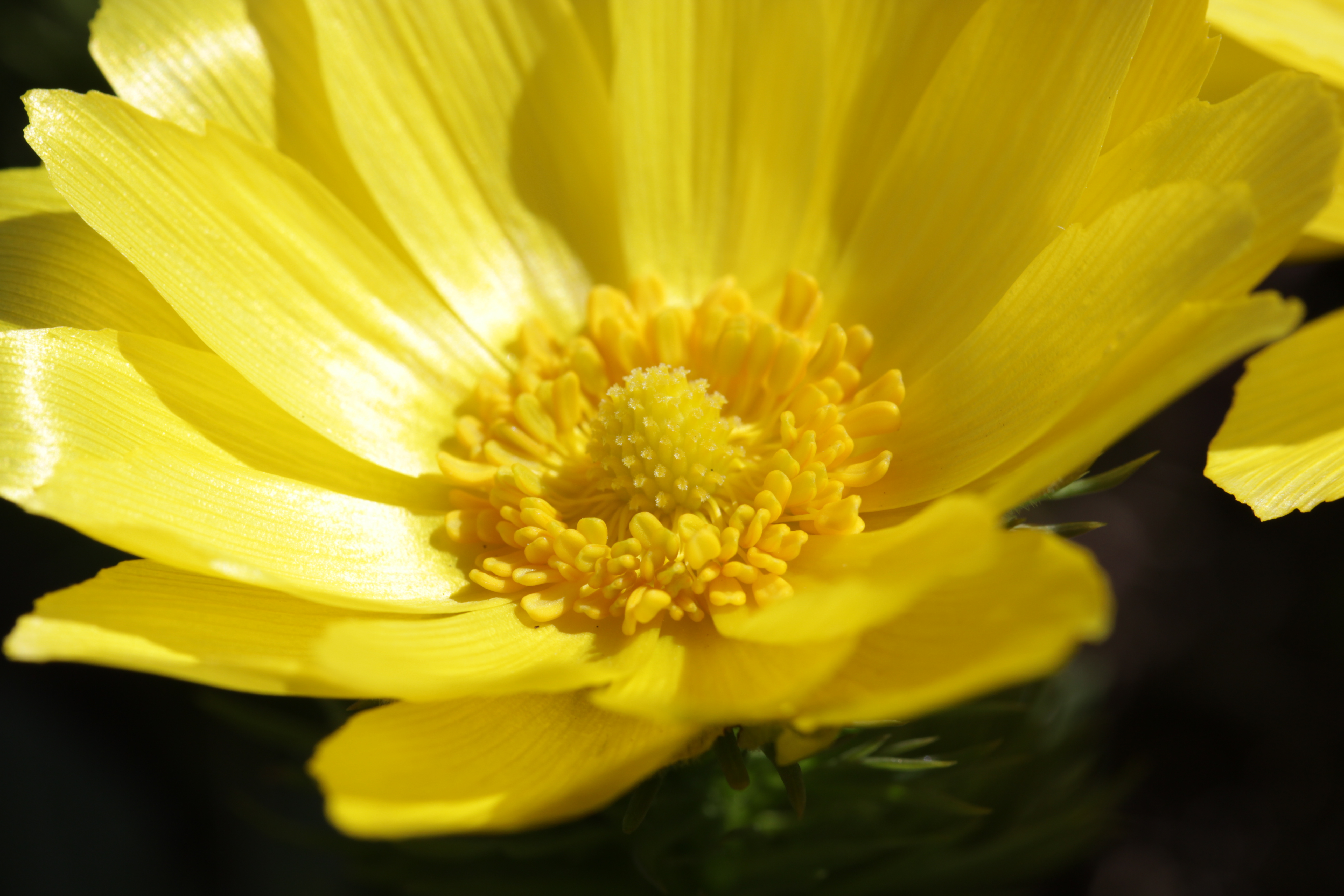
Une fleur.
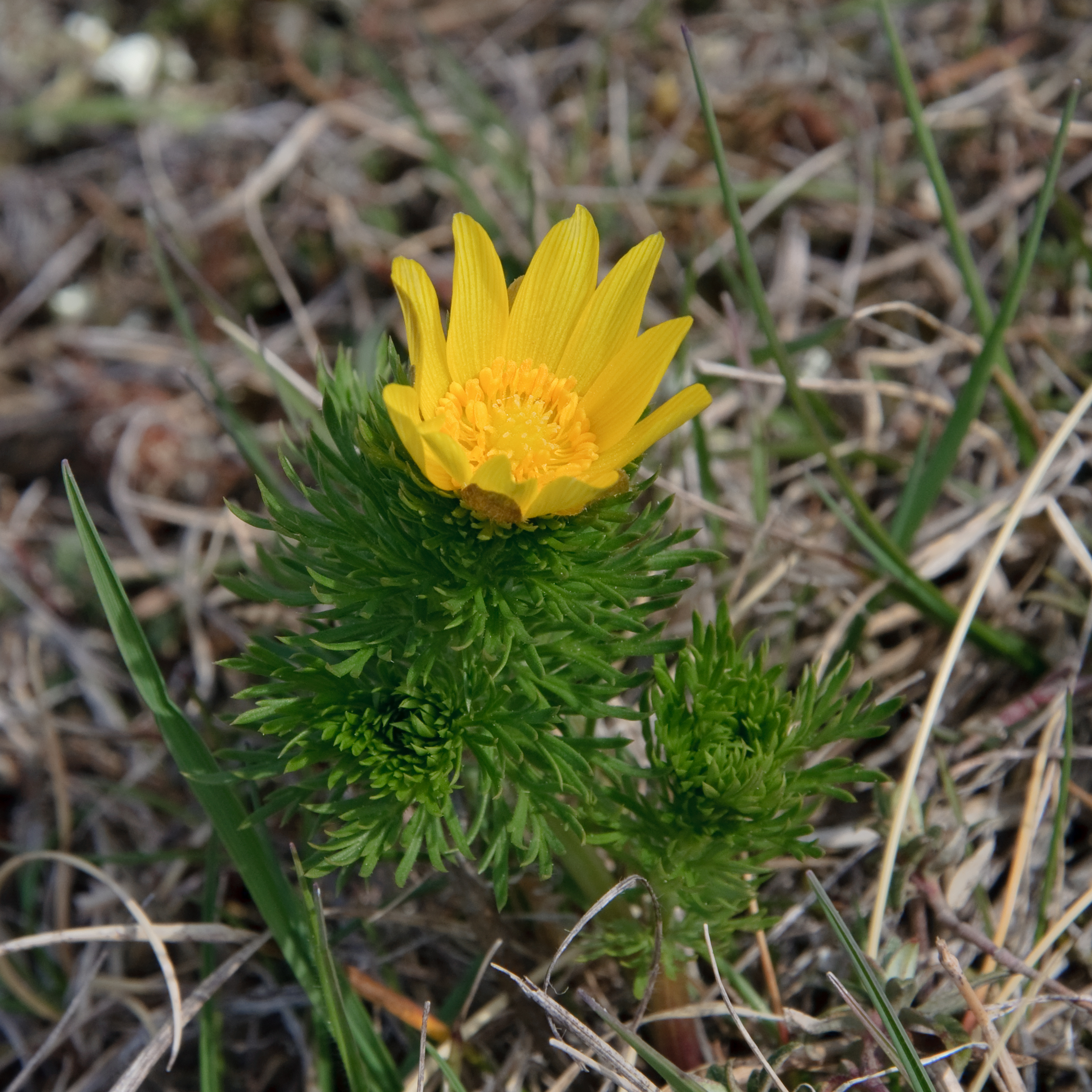
Adonis vernalis éclosant sur le causse de Sauveterre.
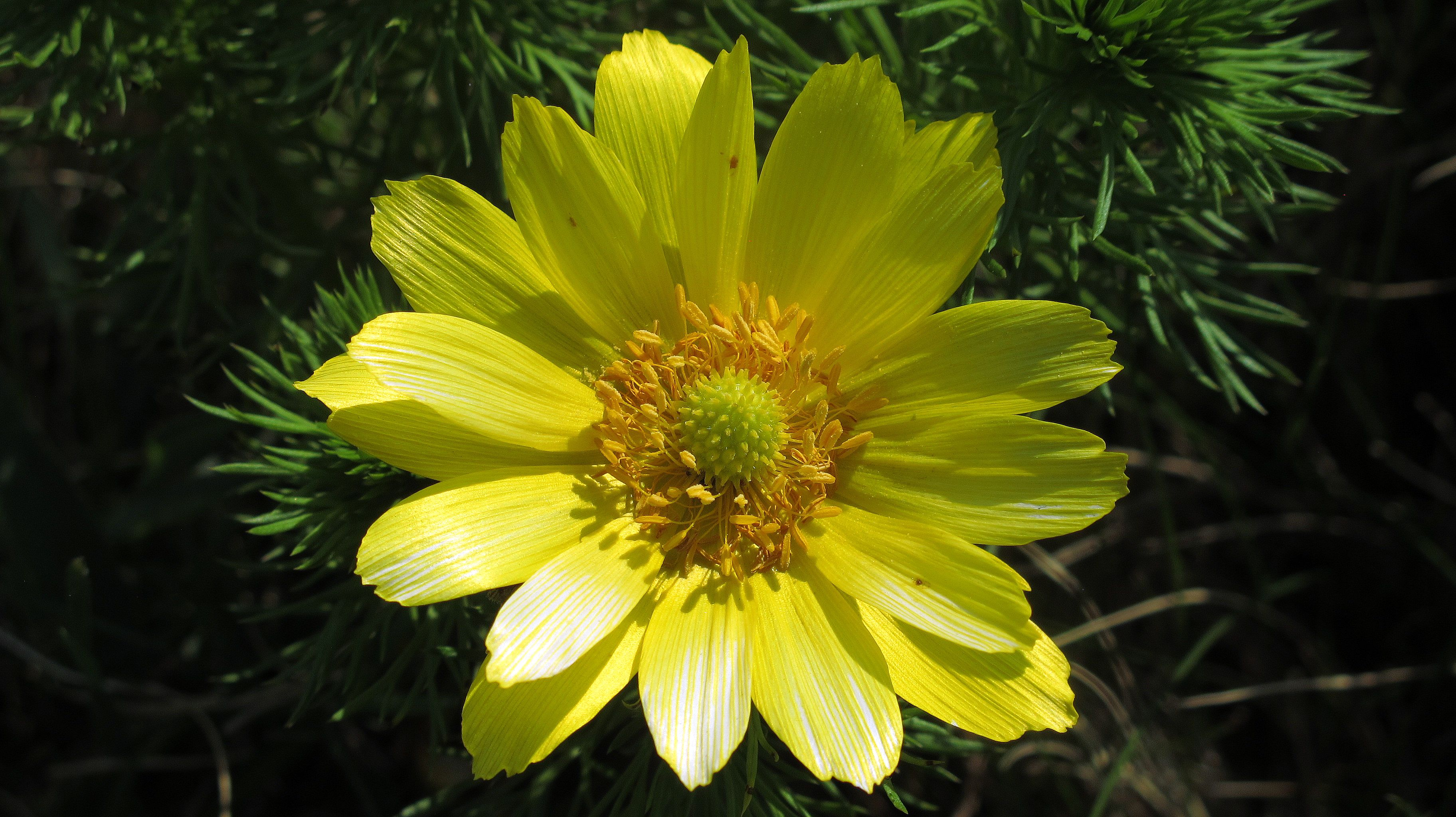
La fleur en détail
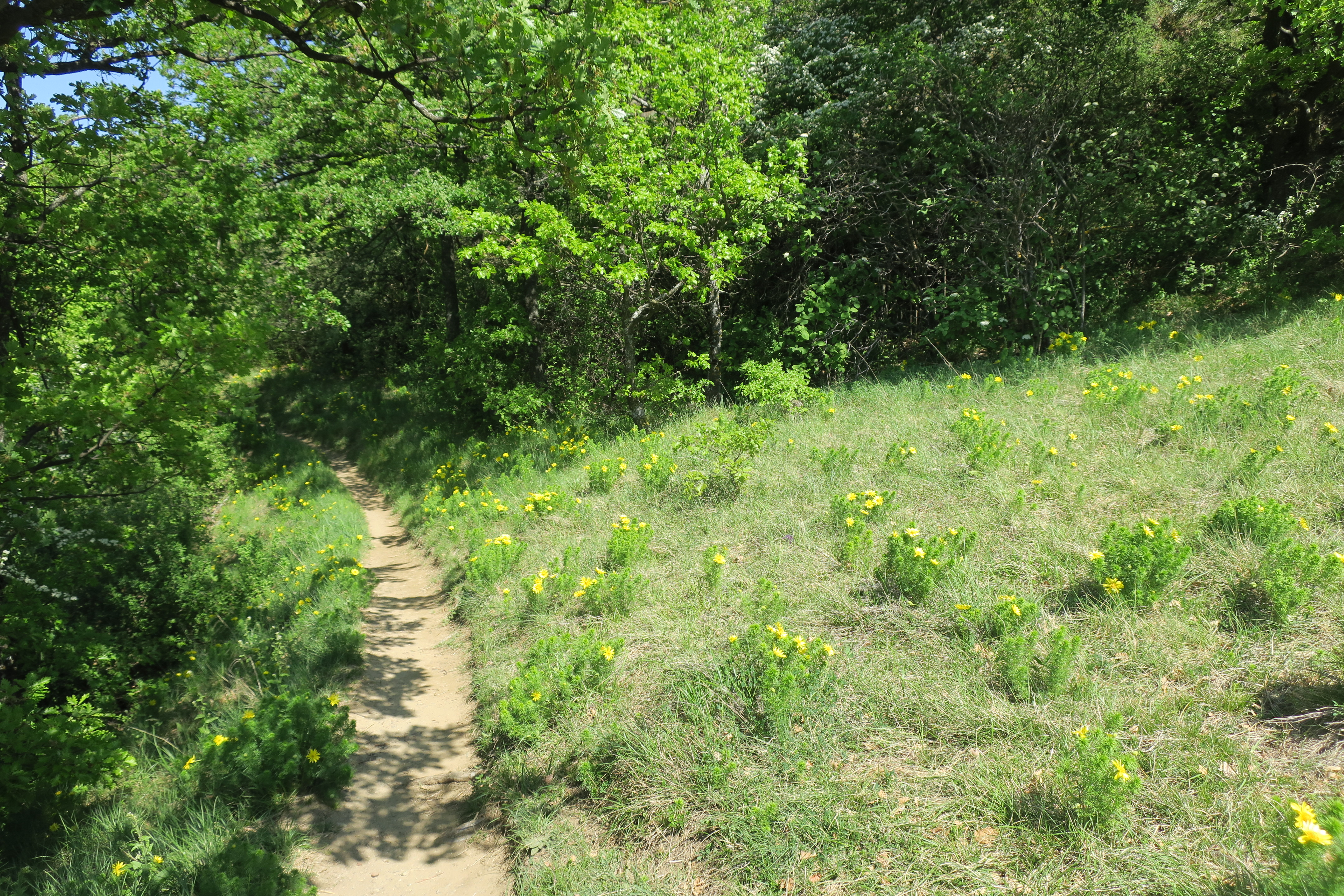
Le sentier d'Adonis, dans le Valais, en Suisse.
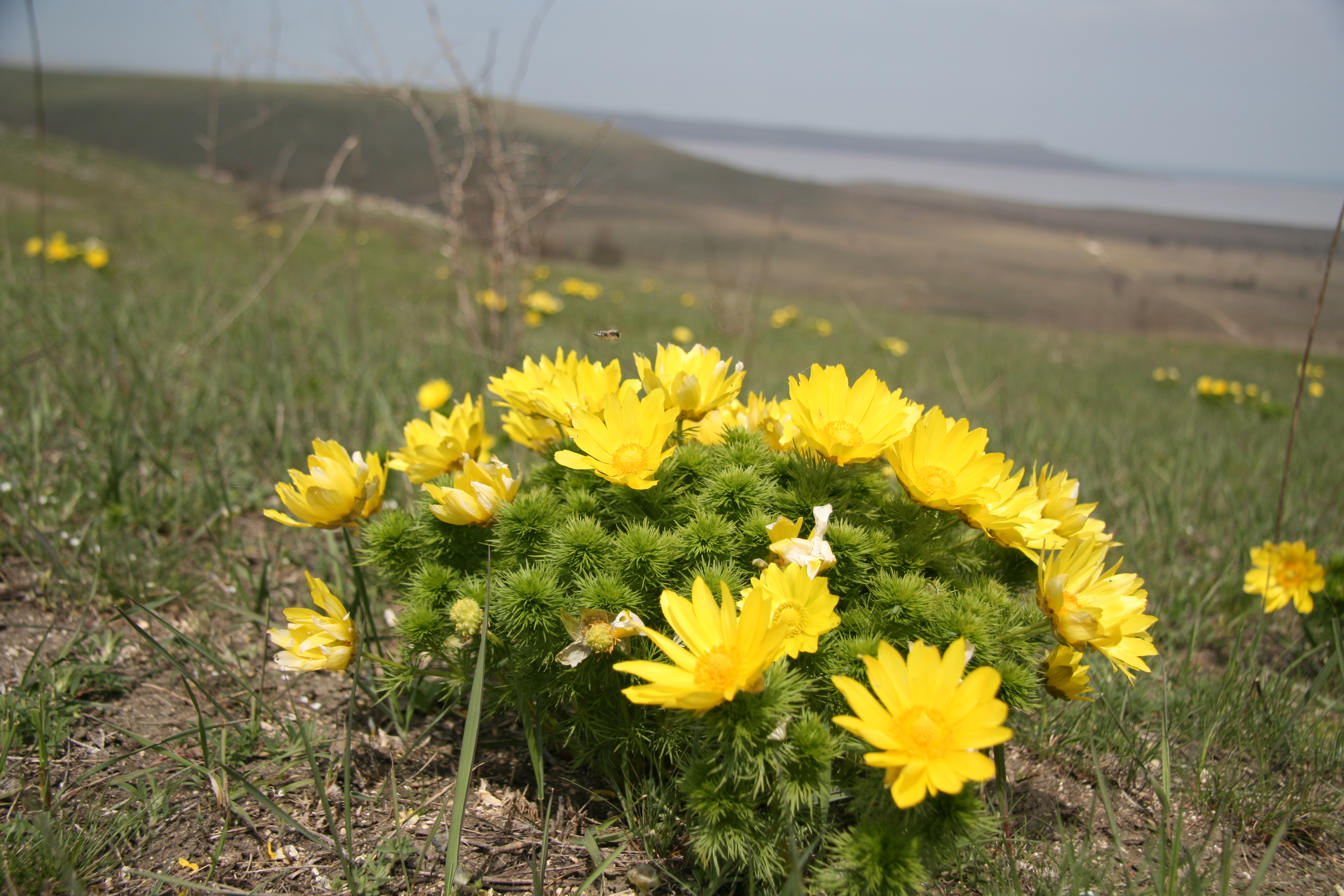
Spécimen dans son habitat originel : la steppe (ici en Crimée).